# الكسندر روبنسون ديلغادو
الكسندر روبنسون ديلغادو (بالإسبانية: Alexander Robinson)‏ (21 نوفمبر 1988 في كوستاريكا - ) هو لاعب كرة قدم كوستاريكي في مركز قلب الدفاع. لعب مع ديبورتيفو سابريسا ونادي جوفنتودي وAntigua GFC ‏ ونادي غريسيا.

## وصلات خارجية
- الكسندر روبنسون ديلغادو على موقع قاعدة بيانات كرة القدم.إي يو (الإنجليزية)
- الكسندر روبنسون ديلغادو على موقع Soccerway.com (الإنجليزية)
- الكسندر روبنسون ديلغادو على موقع عالم كرة القدم.نت (الإنجليزية)